# Glamur

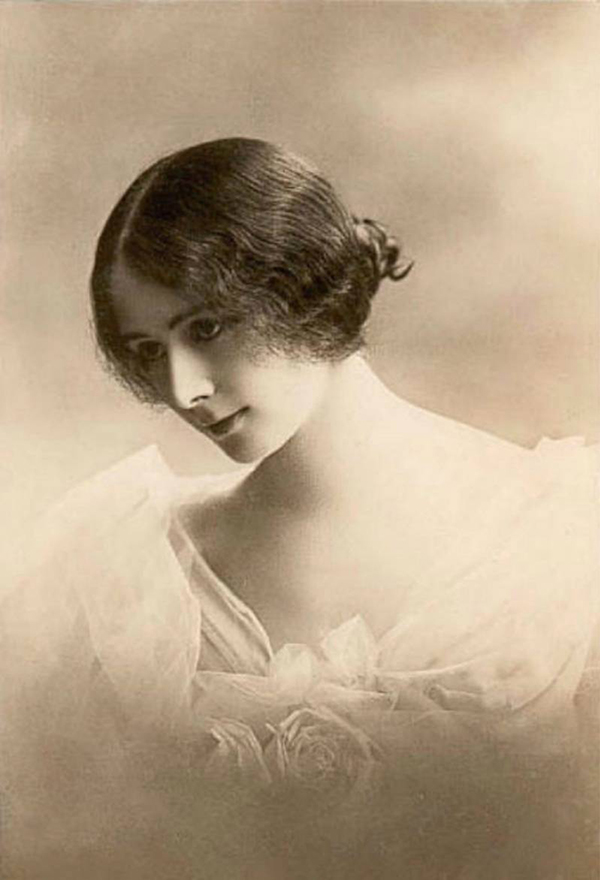
Cléo de Mérode, c.1910.

El glamur o glamour es el encanto natural que fascina. Originalmente se refería a un hechizo mágico u oculto que afectaba la percepción visual de una persona, mostrando los objetos percibidos de una manera diferente de la real y presentándolos de una manera atractiva, magnífica o glorificada.
En el siglo xix, glamur se redujo simplemente como un término que describía la belleza y la elegancia que conformaban las características de un objeto, de una manera ilusiva o romántica.
La palabra «glamur» se utiliza frecuentemente en la moda para designar las características atractivas de la forma de vestir de determinada época y mercado, el estilo y la belleza intrínseca; marcando la estética, el exceso, la vanidad, la atracción sexual y diversos aspectos de la cultura popular.

## Etimología
El término proviene de la palabra grammar, voz utilizada en la región anglosajona para referirse a los sabios practicantes del ocultismo y las artes mágicas. El término se designa en el siglo XVIII para referirse a un tipo de hechizo, que se fue modificando hasta terminar en un concepto más específico que refería a un tipo de hechizo en el que se alteraba la percepción de la realidad de una persona.
El término se comenzó a utilizar de una manera analógica a principios del siglo XIX, haciendo referencia a la ilusión romántica de la belleza y la elegancia en el estilo de vida de la farándula.

## Historia

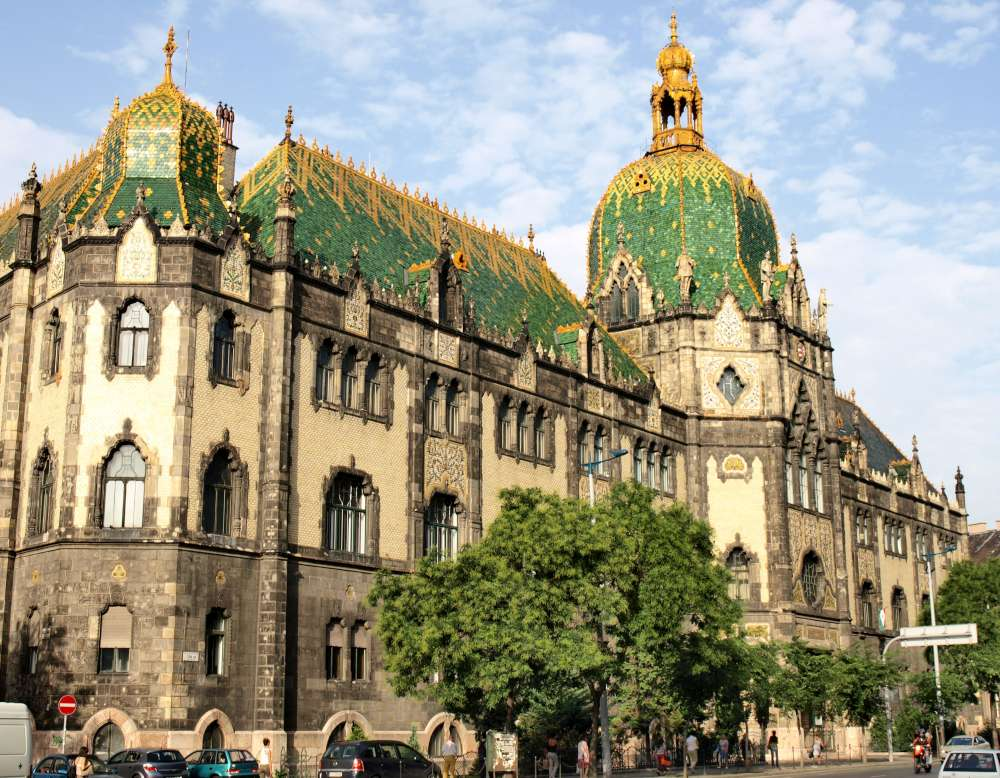
Magyar Iparművészeti Múzeum, Budapest; ejemplo de Art Nouveau.

La palabra glamur es frecuentemente utilizada para referirse a diferentes manifestaciones del arte, ubicándose principalmente la arquitectura, la fotografía, el drama y la cinematografía. 

### Arquitectura
El glamur en la arquitectura se manifiesta en la belleza y elegancia de determinados periodos dentro de las corrientes artísticas a lo largo de la historia, ubicándose principalmente los periodos Barroco, Romántico y Modernista. El glamur arquitectónico se enfocaba a resaltar los privilegios aristocráticos, rechazando las manifestaciones artísticas mundanas.
El glamur arquitectónico se manifestaba principalmente en edificaciones que conformaban la esfera político-aristocrática de las personas adineradas, encontrándose diferentes establecimientos como: edificaciones políticas, sedes parlamentarias, palacios, iglesias, centros de entretenimiento, teatros, cines, rascacielos, monumentos industriales y viviendas.
Entre el glamur arquitectónico se enumeran distintas corrientes artísticas como: el Rococó, el Manierismo, el Arte gótico, el Flamboyant, el Neoclasicismo, el Romanticismo, el Iluminismo, el Art Nouveau, el Art déco, el Vanguardismo y el Arte pop.

### Drama y cine
El glamur en el drama surge con show business del siglo XIX, en el que se concentraban los espectáculos de entretenimiento popular como el burlesque, el cabaret, el music hall, el vaudeville, la extravaganza, el revue, la pantomima, el circo, los freak shows y el minstrel. Cada uno de ellos era conocido por ser un tipo de entretenimiento popular (normalmente cómico) en el que normalmente se presentaban actos insólitos, personas con habilidades extraordinarias y personas con gran belleza y diferentes talentos. A las celebridades principales (normalmente femeninas) de este tipo de espectáculos se les conocía como vedettes o showgirls.
En el cine se tiene un concepto similar de glamur, el cual es utilizado principalmente para referirse a la belleza, sex-appeal y elegancia de las celebridades cinematográficas, principalmente aquellas que conformaron la época dorada del cine y el pin-up, normalmente siendo considerados como sex symbols.
Algunos glamourosos artistas de la cinematografía 
- Ava Gardner
- Bette Davis
- Brigitte Bardot
- Clark Gable
- Carole Lombard
- Cary Grant
- Dolores del Río
- Elizabeth Taylor
- Grace Kelly
- Greta Garbo
- Hedy Lamarr
- Jean Harlow
- Judy Garland
- Joan Crawford
- James Dean
- Lana Turner
- Marilyn Monroe
- Marlon Brando
- María Félix
- Mirtha Legrand
- Marlene Dietrich
- Mecha Ortiz
- Miroslava Stern
- Mae West
- Rita Hayworth
- Sean Connery
- Mauricio Garcés
- Zully Moreno